# Lenešice
Lenešice jsou obec v okrese Louny v Ústeckém kraji. Žije v ní přibližně 1 400 obyvatel.

## Název
Název vesnice je odvozen z osobního jména Leneš (nejspíše zkratka zména Lenart) ve významu ves lidí Lenešových. V historických pramenech se název objevuje ve tvarech: Lenesic (1226), Lenechicz (1273), Lenessicz (1325), Lenessicz (1369–1399), Lessenicz (okolo roku 1405), Lenešice (1498), Lenessicze (1554), Leneschitz, Lenessice a Lenessowice (1846) a také Lenešovice.

## Historie
První písemná zmínka o obci pochází z roku 1226. Roku 1324 jsou již Lenešice uváděny jako majetek postoloprtského kláštera. Lenešice však průběhem staletí vícekrát změnily majitele. Až do příchodu industriální éry byla obec v podstatě bezvýznamnou, byl v ní postaven pouze kostel sv. Šimona a Judy. V roce 2008 se zřítila jeho původní románská věž, takže z historického pohledu zbyla již jen loď, jejíž podoba vznikla až v letech 1800–1802, kdy byl kostel přestavěn. O postavení repliky zřícené věže se snaží místní spolek. Na prostranství před kostelem u silnice stojí socha sv. Václava z roku 1849. Na západní části návsi je situován barokní hospodářský dvůr se zámkem, který roku 1599 postavil Jiří Černín z Chuděnic. Nedaleko rybníka u silnice stojí obvodové zdivo mohutné dvoupatrové  barokní sýpky. Naproti ní se nachází výklenková kaple sv. Jana Nepomuckého z 18. století.
Rozvoj obce přišel až v letech 1861–1863, kdy byla vystavěna silnice z Lenešic do Postoloprt. Výstavba železnice byla dokončena v roce 1872, přičemž nádražní budova byla vystavěna roku 1899. S novým dopravním napojením přišla do obce industriální éra, která z ní učinila důležité regionální průmyslové středisko. Postupně tu vznikla továrna na cikorku, rolnický akciový pivovar, koželužna, výrobna cementového zboží a tiskárna na plech. Největší rozvoj a bohatství obci však přinesl v roce na počátku osmdesátých let 19. století vystavěný cukrovar. Od roku 1880 se tak Lenešičtí pyšnili jedním z nejvyšších oktogonálních komínů v Rakousku-Uhersku. Zdaleka viditelná dominanta cukrovaru byla dlouhá léta regionálním symbolem fortelu předchozích generací. V roce 2013 vedení obce rozhodlo o demolici této technické památky. Obec se tak odstřihla od své průmyslové minulosti a přišla svůj nadstandardní turistický potenciál. Mnohokrát přestavovaný barokní zámek se statkem jsou totiž veřejnosti nepřístupné a případným návštěvníkům lze nabídnout jen přírodní zajímavosti (velký Lenešický rybník, meandry Ohře). Na místě rozbořeného cukrovaru budou stát obyčejné rodinné domky. Demolice technické památky byla zásahem do panoramatu obce.
Asi 500 metrů jihovýchodně od Dolního mlýna stávala plnírna minerální vody prodávané ještě v šedesátých letech dvacátého století pod názvem Regulátor. Během první světové války chystali Schwarzenbergové zprovoznění koupelí, ale přes instalaci tří van v domku poblíž studny k zahájení provozu nedošlo.

## Přírodní poměry
Studny, ve kterých se jímala minerální voda, se nachází na okraji křídové kry ze středoturonských slínů a slínovců. Středně mineralizovaná sírno-hořečnatá voda s mineralizací 7–10 g·l−1 se jímala z hloubek okolo dvou metrů. Další výskyty minerálních vod jsou známé z oblasti jižně od Lenešic, kde mineralizace vody klesá směrem k Ohři. Lenešické prameny vznikají ve stejné hydrogeologické struktuře jako břvanská minerální voda Praga.

## Obyvatelstvo
| Rok            | 1869 | 1880  | 1890  | 1900  | 1910  | 1921  | 1930  | 1950  | 1961  | 1970  | 1980  | 1991  | 2001  | 2011  | 2021  |
| -------------- | ---- | ----- | ----- | ----- | ----- | ----- | ----- | ----- | ----- | ----- | ----- | ----- | ----- | ----- | ----- |
| Počet obyvatel | 882  | 1 466 | 1 790 | 1 856 | 2 018 | 2 141 | 2 539 | 1 779 | 1 779 | 1 591 | 1 379 | 1 206 | 1 313 | 1 401 | 1 366 |
| Počet domů     | 136  | 151   | 186   | 186   | 215   | 291   | 452   | 500   | 478   | 469   | 432   | 484   | 499   | 535   | 580   |

## Pamětihodnosti
- Cukrovar s třetím nejvyšším oktagonálním komínem v ČR (výška 73 metrů) z roku 1880. Komín byl zdemolován 16. května 2013.[11][12]
- Kostel svatého Šimona a Judy byl postaven v románském slohu ve třináctém století, ale dochovaná podoba je barokní. Dne 3. července 2008 se zřítila kostelní věž, jejíž statika byla narušena při úpravě na počátku devatenáctého století. V roce 2011 byla zahájena její rekonstrukce s náklady odhadnutými na osmnáct miliónů korun.[13][14][15]
- Sloup se sochou svatého Václava
- V západní části vesnice stojí lenešický zámek založený okolo roku 1599 Jiřím Theobaldem Černínem.[16]
- Místo úkrytu Václava Kůrky[zdroj?]
- Fara – dům čp. 35
- Sýpka
- Výklenková kaplička svatého Jana Nepomuckého
- Husova zvonice[17]
- Jilm u Lenešické tůňky – památný strom, nachází se v břehovém porostu poblíž Lenešické tůně[18]

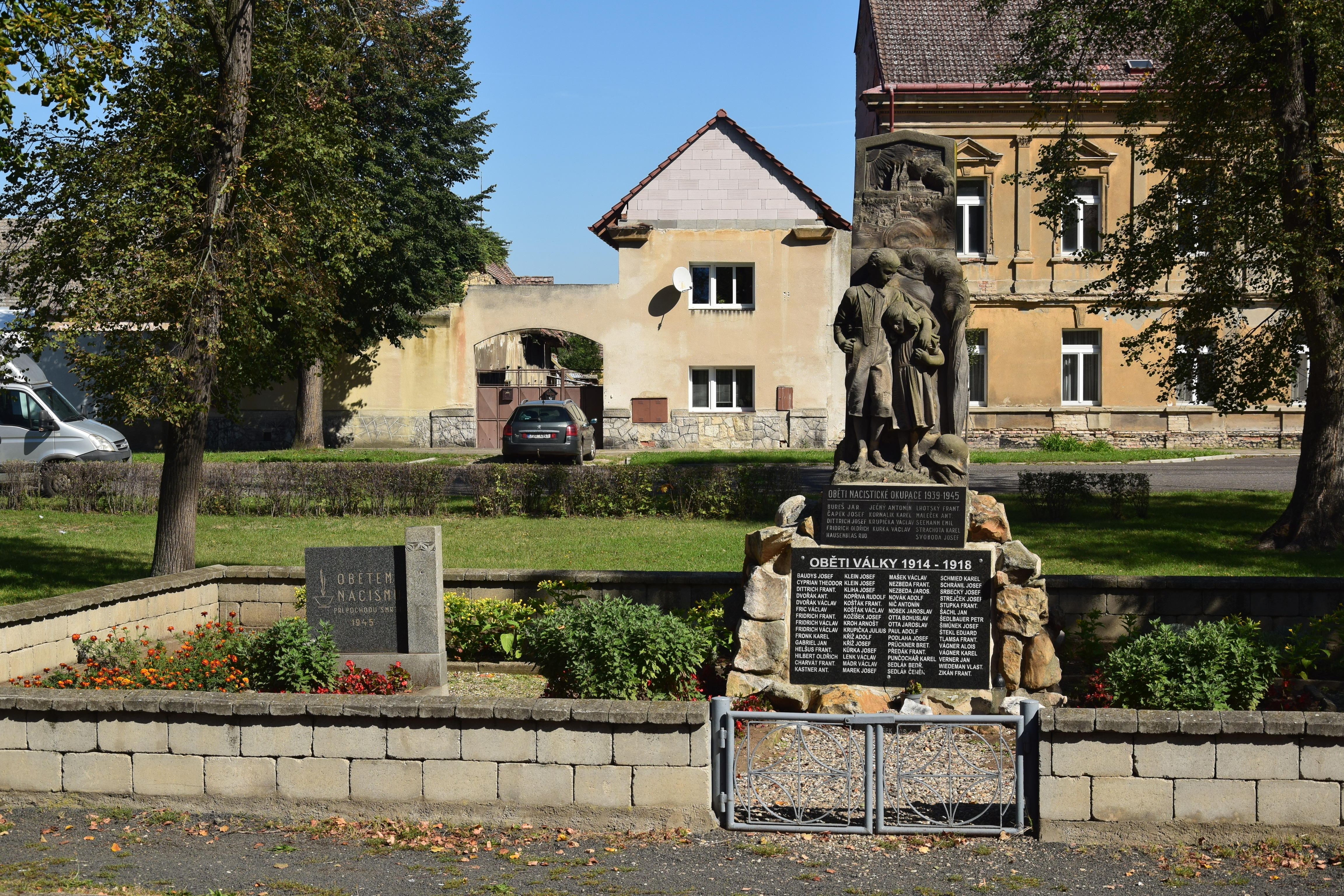
Pomníky obětem 1. a 2. světové války
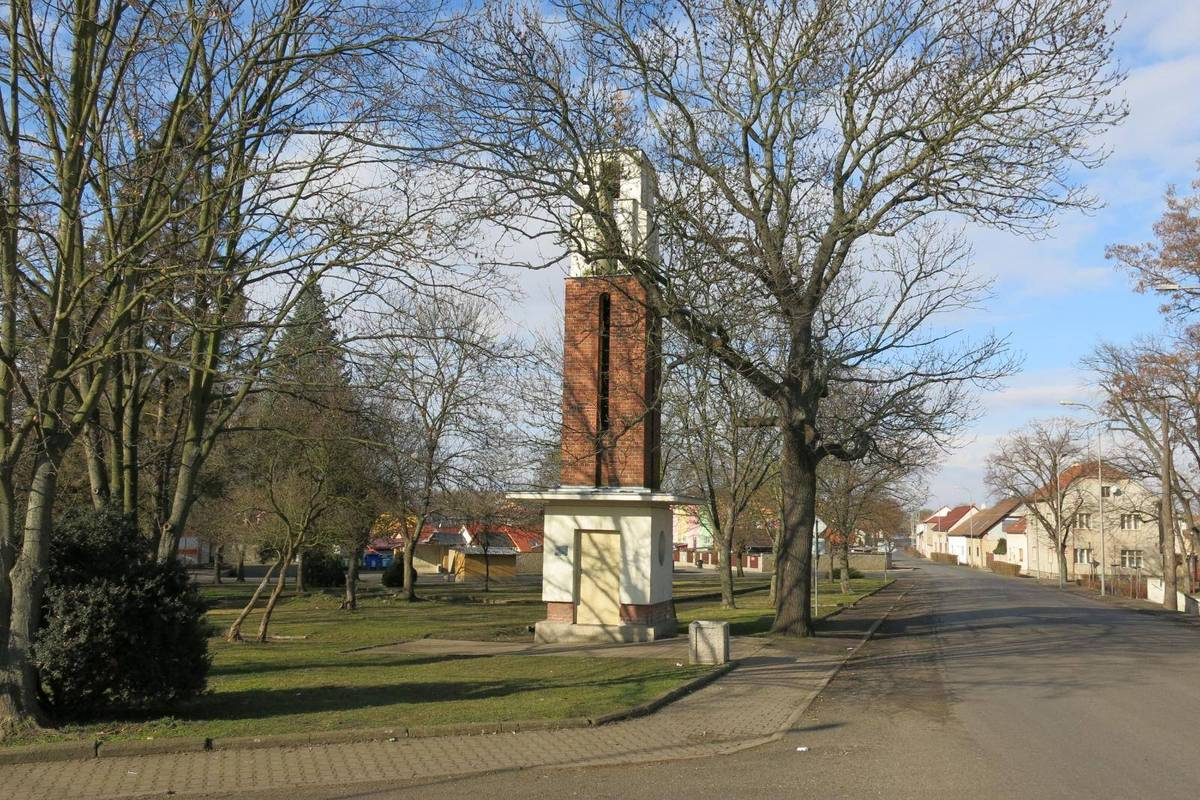
Husova zvonice
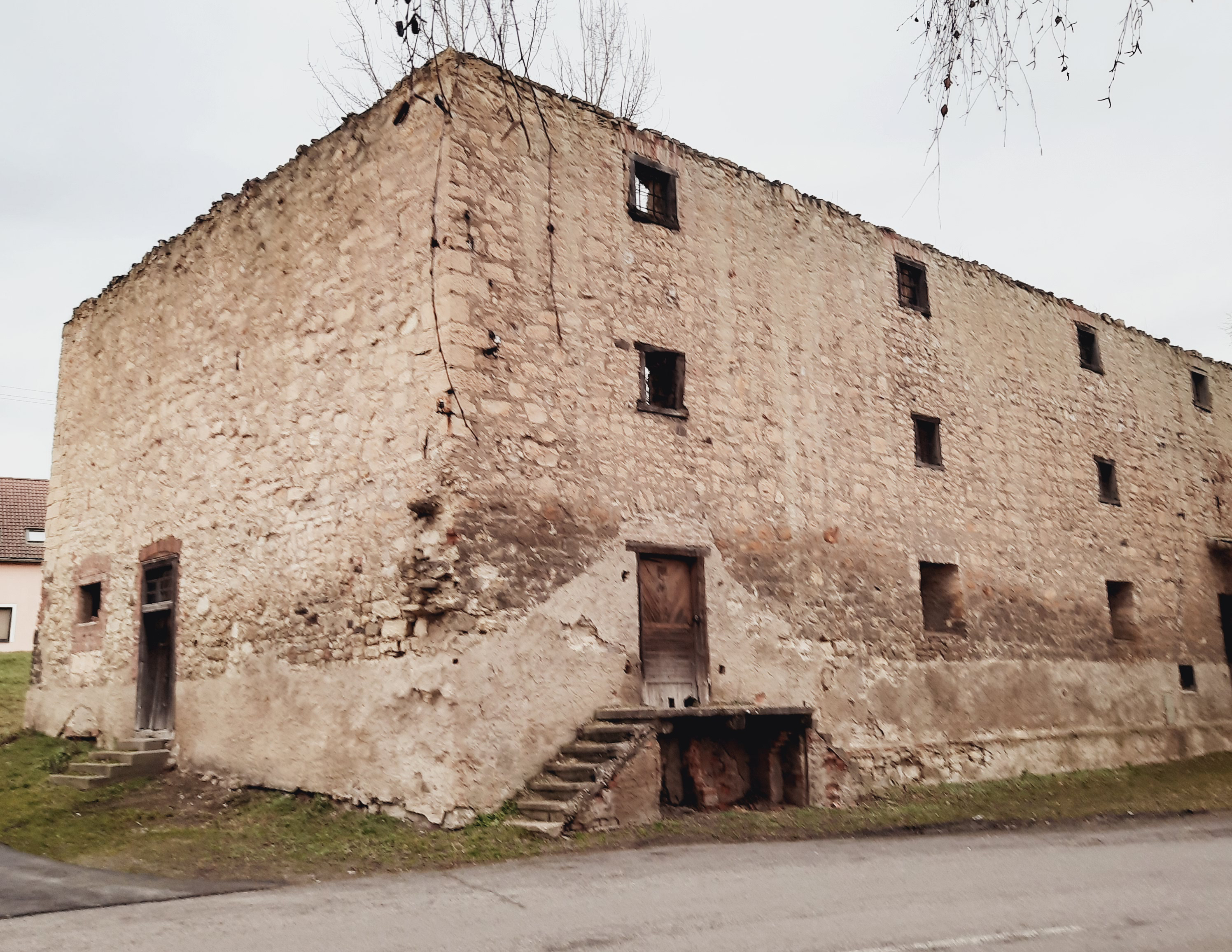
Barokní sýpka (stav v roce 2021)